# Бечов-над-Теплоу
Бечов-над-Теплоу (чеш. Bečov nad Teplou, нем. Petschau) — город в районе Карловы Вары Карловарского края Чехии. Площадь составляет 19,81 км².

## История
Возникновение Бечова связано с важным транспортным путём из Чехии в Германию: через район Бечова шла дорога, соединявшая Жлутице и Хеб. Для охраны дороги на скалистом утёсе нар рекой Теплой в XIII веке была заложена крепость, выполнявшая также таможенные функции. В 1387 году король Вацлав IV подтвердил Борешу из Ризмбурка право взимать таможенные пошлины в Бечове и Дражове. Другим существенным фактором развития Бечова в XIII—XVI веках стало горнорудное дело в центральной части Славковского леса, где была налажена добыча золота, серебра и олова. Местные оловянные рудники имели всеевропейское значение. Ключевую роль при разработке рудников Славковского леса играли панские роды Ризмбурков из Осека и Плугов из Рабштейна. Пик добычи олова здесь пришёлся на первую половину XVI века, после чего его разработка начала клониться к постепенному упадку и прекратилась в период Тридцатилетней войны.

## Достопримечательности
Из достопримечательностей стоит отметить местный замок XIV века и дворец в стиле Барокко, построенный в 1750-53 гг. Имеется также церковь св. Георгия, построенная в 1763-67 годах на месте сгоревшего храма и здание старой почты конца XVIII века в стиле позднего барокко.

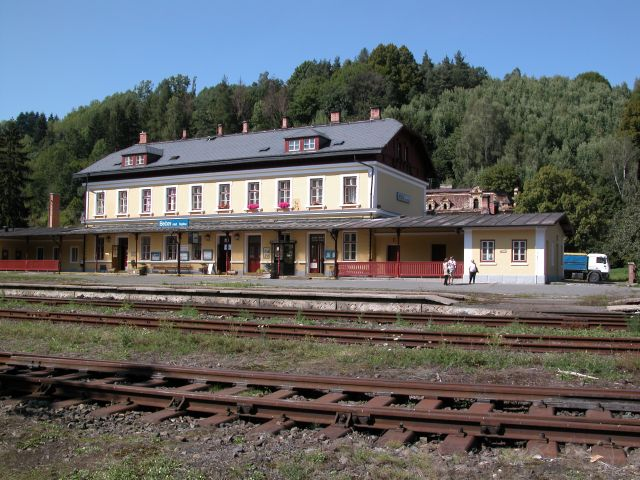
Железнодорожная станция
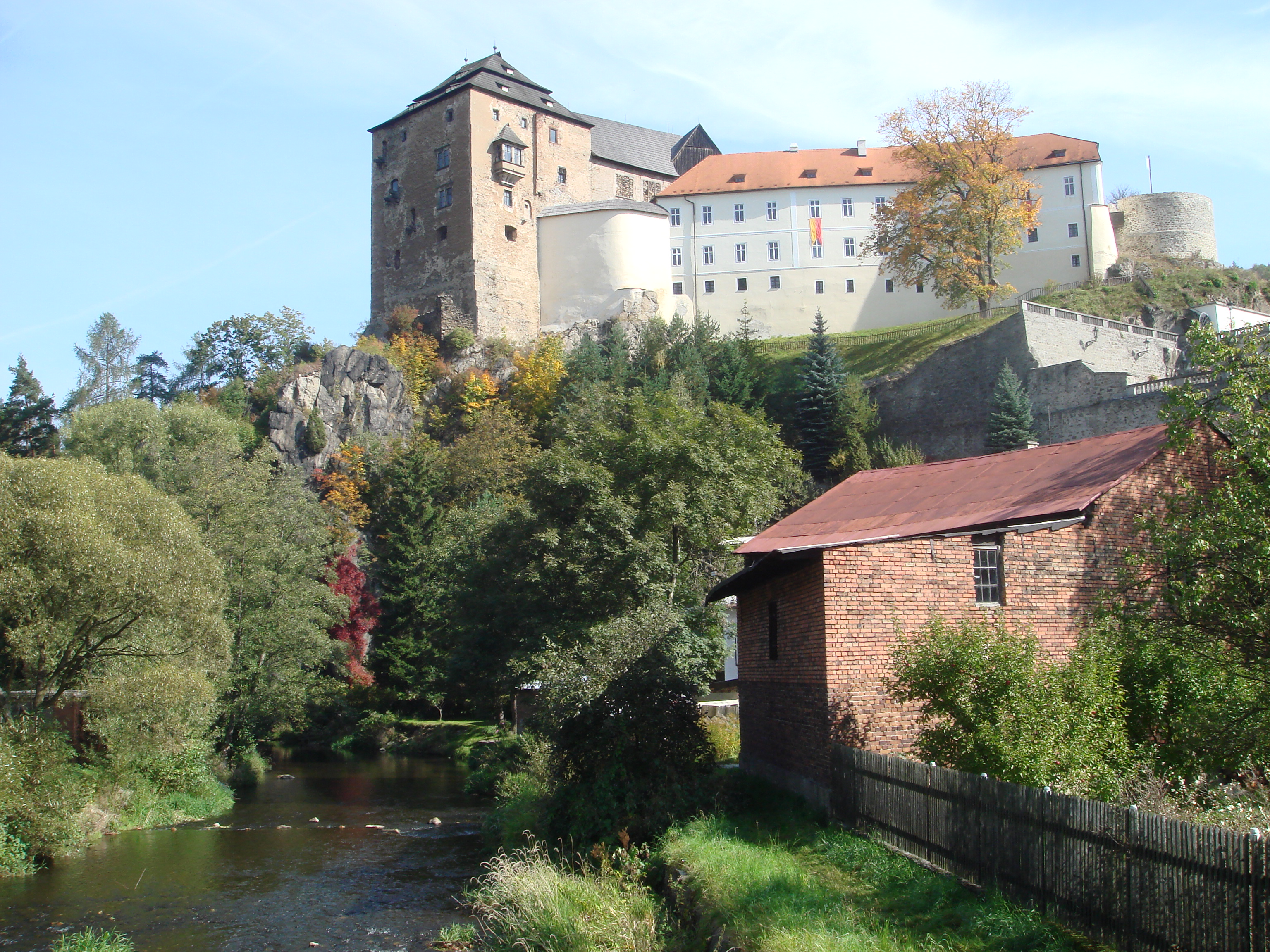
Вид на замок
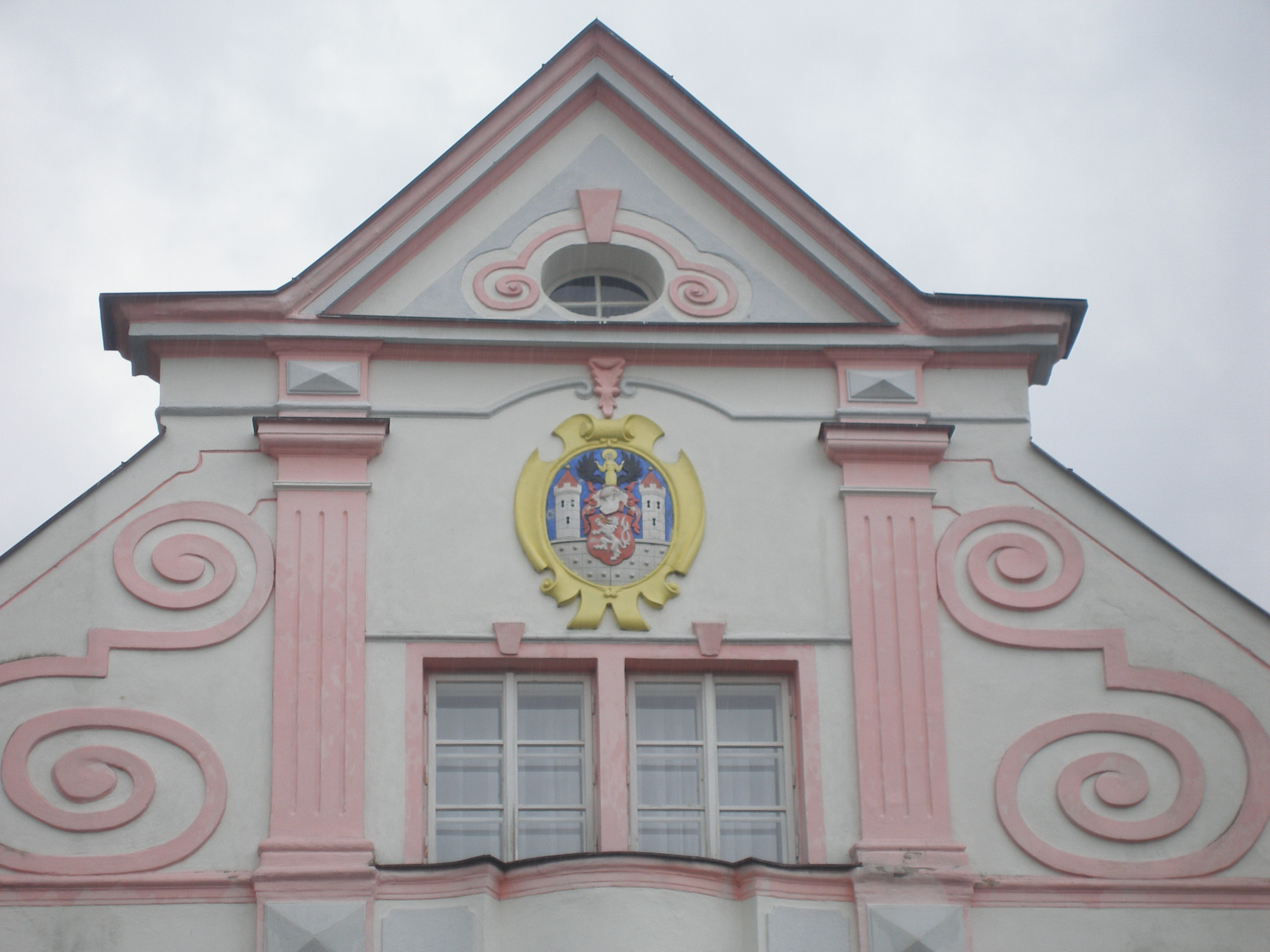
Ратуша

## Население
| Год  | Численность | Численность |
| ---- | ----------- | ----------- |
| 1869 | 2905        | [ 5 ]       |
| 1880 | 2828        | [ 5 ]       |
| 1890 | 2729        | [ 5 ]       |
| 1900 | 2868        | [ 5 ]       |
| 1910 | 2809        | [ 5 ]       |
| 1921 | 2760        | [ 5 ]       |
| 1930 | 2853        | [ 5 ]       |
| 1950 | 1238        | [ 5 ]       |
| 1961 | 1512        | [ 5 ]       |
| 1970 | 1250        | [ 5 ]       |
| 1980 | 1138        | [ 5 ]       |
| 1991 | 1086        | [ 5 ]       |
| 2001 | 1002        | [ 5 ]       |
| 2011 | 962         | [ 5 ]       |
| 2014 | 955         | [ 6 ]       |
| 2016 | 942         | [ 7 ]       |
| 2017 | 950         | [ 8 ]       |
| 2018 | 933         | [ 9 ]       |
| 2019 | 934         | [ 10 ]      |
| 2020 | 942         | [ 11 ]      |
| 2021 | 954         | [ 12 ]      |
| 2022 | 918         | [ 13 ]      |
| 2023 | 935         | [ 14 ]      |
| 2024 | 919         | [ 3 ]       |